# Sarah Stock

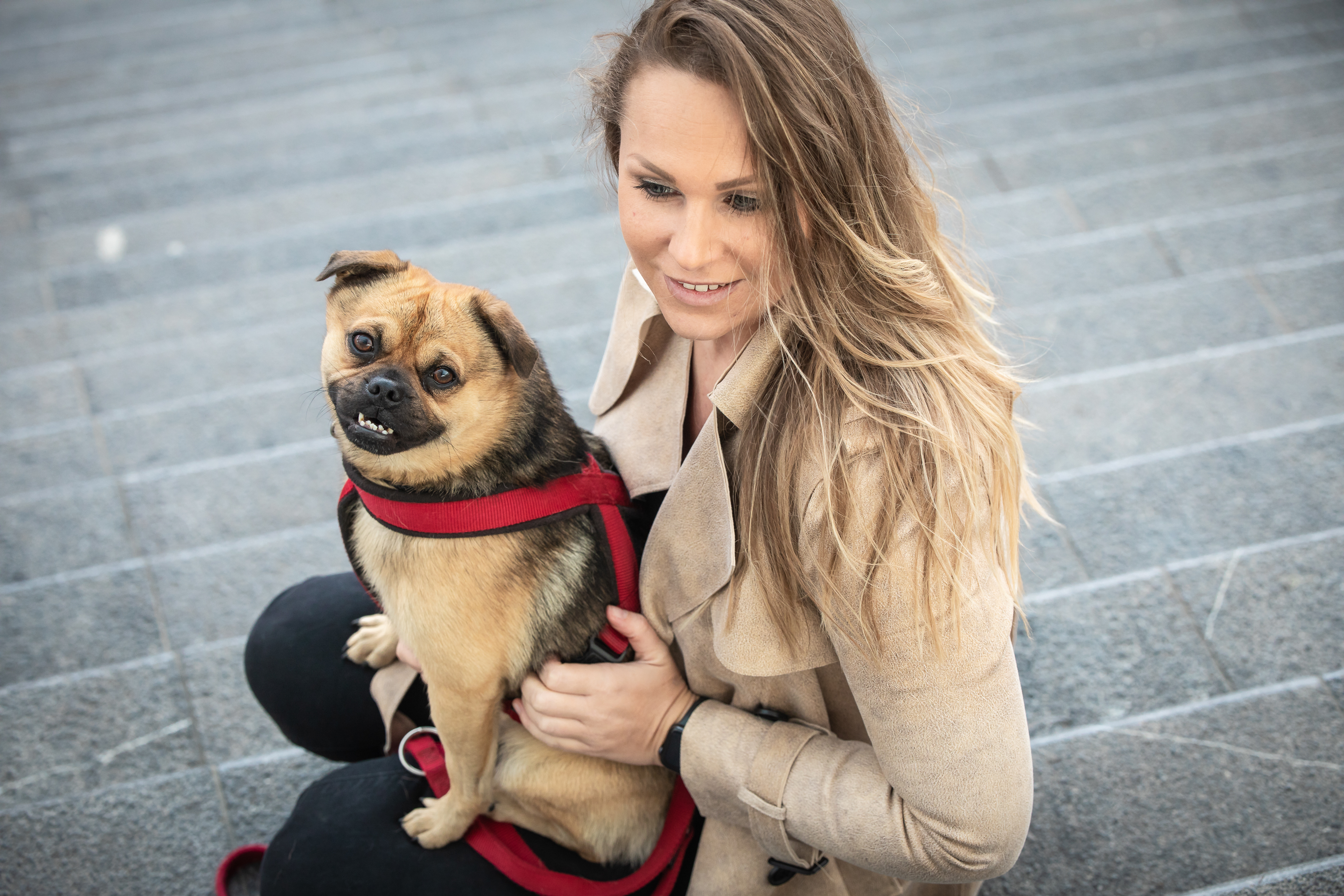
Sarah Stock und "Hund Boss"

Sarah Tamara Shamira Stock (* 1987 in Günzburg) ist eine deutsche Schauspielerin.

## Werdegang
Stock ist in Krumbach (Schwaben) aufgewachsen. Von 1994 bis 2000 hatte sie Jazzdance-Unterricht und zeitgleich Allkampfstunden bis zum 2. braunen Gürtel. In der Schule begann die Interesse an der Schauspielerei, nahm an dem Nachmittagsunterricht Schauspiel teil. Später begann sie  eine Ausbildung zur Stylistin. 2009 wanderte sie nach Österreich an den Wörthersee aus und begann mit dem Modeln.
6 Jahre später zog sie zurück nach Deutschland in NRW. 2014 nahm sie an der Miss Tuning Wahl in Friedrichshafen teil und stand im Finale.  2 Jahre später gewann sie mehrere Preise im Bodybuilding in der Bikiniklasse. Unter anderem ist sie "bayrische Vizemeisterin" und hat den 3. Platz der Miss Fibo Power Beauty 2016 gewonnen.
Danach spielte sie täglich in einer Sat1-Vorabendserie mit als Ermittlern Sandy Graf. Parallel fing sie eine berufsbegleitende Ausbildung zur Theaterschauspielerin an und wechselte danach nach Köln um eine Ausbildung zur Filmschauspielerin, Moderatorin und Synchronsprecherin zu absolvieren.
Daneben hatte sie kleinere Rollen als Schauspielerin im Fernsehen und Film.

## Privates
Sarah Stock lebte als Kind mit ihrer  Mutter Susanne  im schwäbischen Teil Bayerns und zog 2009 nach Österreich.
Seit 2014 lebt sie wieder in der Nähe ihrer Familie in Deutschland. 

## Filmografie (Auswahl)
- 2016 Tatort: Durchgedreht
- 2016–2017 Detektei Wolloscheck
- 2017 Meine Vergangenheit
- 2017 Marie Brand
- 2017 Comet Cine Center
- 2018 Herrliche Zeiten
- 2018 Das Parfüm
- 2020 Wer ist Dr. Eckbert